# Mourecochylis
Mourecochylis es un género de polillas tortrícidas categorizado en la tribu Cochylini, de la subfamilia Tortricinae. Fue descrito por Józef Razowski y Becker en 1983.

## Especies
- Mourecochylis affecta (Razowski, 1986)
- Mourecochylis dentipara Razowski y Becker, 2002
- Mourecochylis limenarchis Razowski, 1986
- Mourecochylis mimosina (Razowski, 1986)
- Mourecochylis ramosa Razowski y Becker, 1983
- Mourecochylis stibeutes (Razowski, 1992)